# Гётце, Пауль
Пауль Гётце (нем. Paul Götze; 15 ноября 1903, Галле, Германская империя — 24 января 1948, Краков, ПНР) — унтершарфюрер СС, служивший в концлагерях Освенцим и Бухенвальд, военный преступник. Казнён по приговору вынесенному на Первом освенцимском процессе.

## Биография
Пауль Гётце родился 15 ноября 1903 года в немецком городе Галле. По профессии был маляром. 1 мая 1937 года вступил в НСДАП (билет № 5540306). В 1942 году был зачислен в ряды СС. В июле 1942 года был отправлен в концлагерь Освенцим, где сначала был охранником, а потом состоял в рабочей команде. С февраля по май 1943 года был блокфюрером в блоке 15 главного лагеря. С мая 1943 по август 1944 года занимал ту же должность в цыганском лагере. В сентябре 1944 года был откомандирован в концлагерь Бухенвальд. Гётце активно участвовал в уничтожении нетрудоспособных евреев. Кроме того, он принимал участие в селекции заключенных на перроне и в «расформировании» цыганского лагеря в августе 1944 года.
После окончания войны Гётце предстал перед Верховным национальным трибуналом и на Первом освенцимском процессе 22 декабря 1947 года был приговорён к смертной казни через повешение. 28 января 1948 года приговор был приведён в исполнение.